# Parc Berzelii
La parc Berzelii (en suédois : Berzelii park) est un parc public du quartier de Norrmalm à Stockholm en Suède. 

## Description
Le parc Berzelii est un situé entre Nybroplan, Hamngatan et Norrmalmstorg.
À l'endroit du parc, s'étendait autrefois la baie Packaretorgsviken.
La Packaretorgsviken était une baie dans la partie ouest de Ladugårdslandsviken (dont la partie orientale s'appelle maintenant Nybroviken) au centre de Stockholm. 
La baie fut comblée en 1830 et le parc Berzelii fut construit à sa place en 1852. 
Le parc a été conçu par l'architecte paysagiste Knut Forsberg. 
Le parc Berzelii a reçu son nom actuel en lien avec l'inauguration de la statue du chimiste Jöns Jacob Berzelius sculptée par Carl Gustaf Qvarnström en 1858.
Le parc Berzelii est un parc urbain traditionnel avec des pelouses entretenues, des compositions florales et des allées, une oasis au milieu de la ville.
Les grandes pelouses sont bordées de plantes vivaces et d'arbustes luxuriants. On y trouve également quelques arbres inhabituels qui apportent ombre et fraîcheur pendant les journées ensoleillées d'été. 
Un petit plan d'eau est situé à côté de la verdure. 
Au bord des parterres de fleurs se trouvent plusieurs bancs.
Le parc Berzelii abrite le théâtre chinois Chinateatern (sv), ainsi que le restaurant et le théâtre nommés Berns salonger (sv).

## Galerie

Le parc
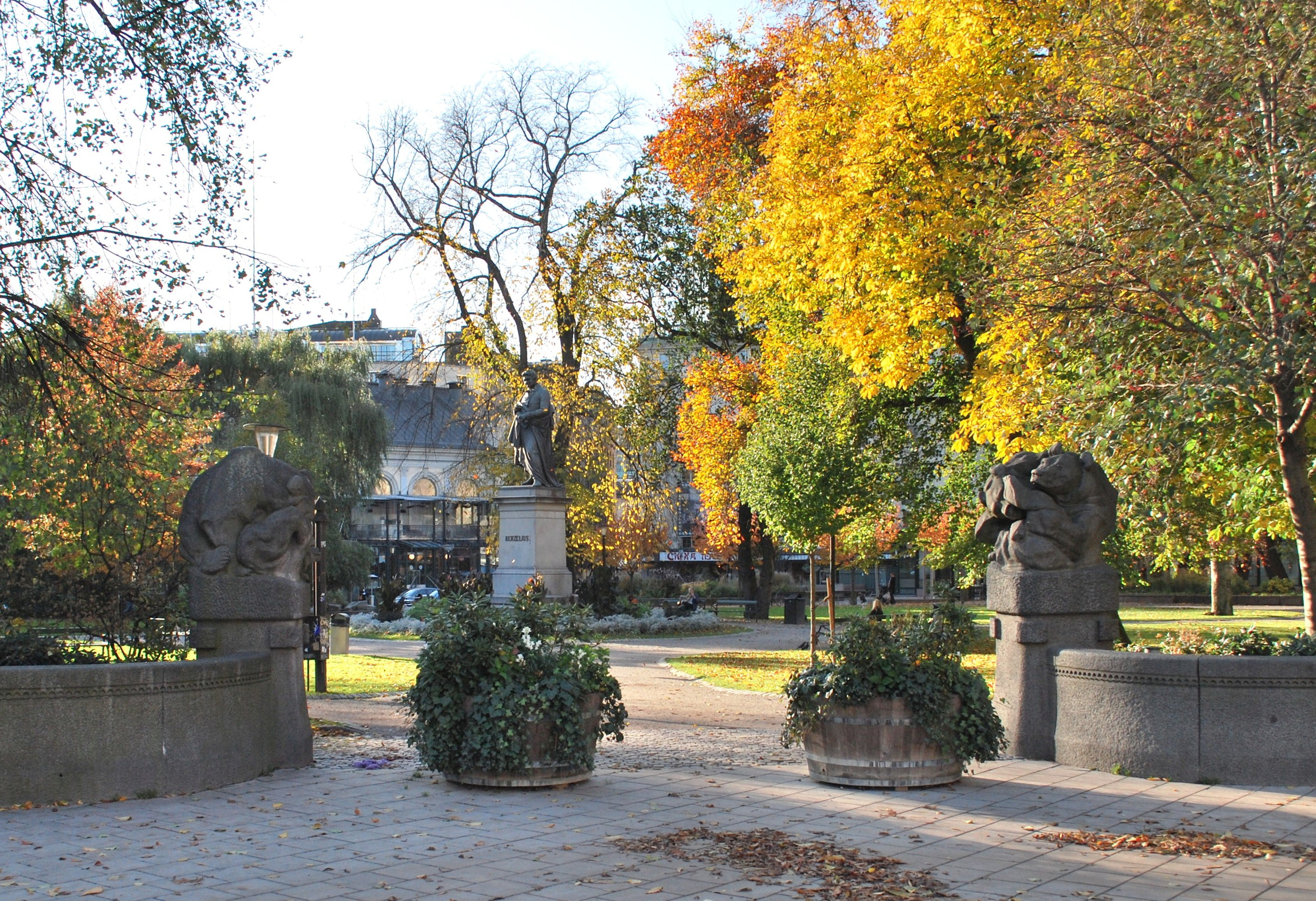
Entrée du parc Berzelii park.
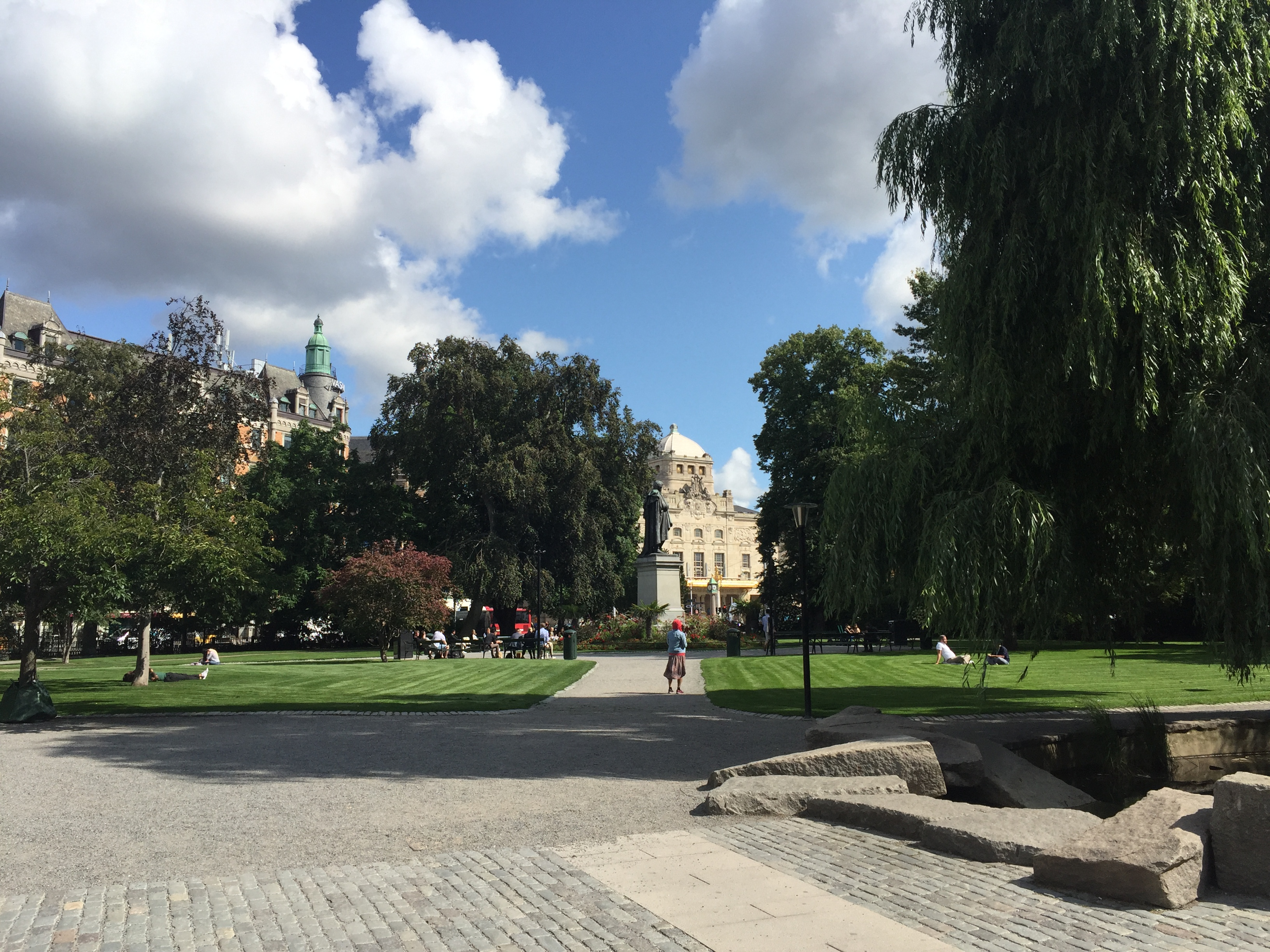
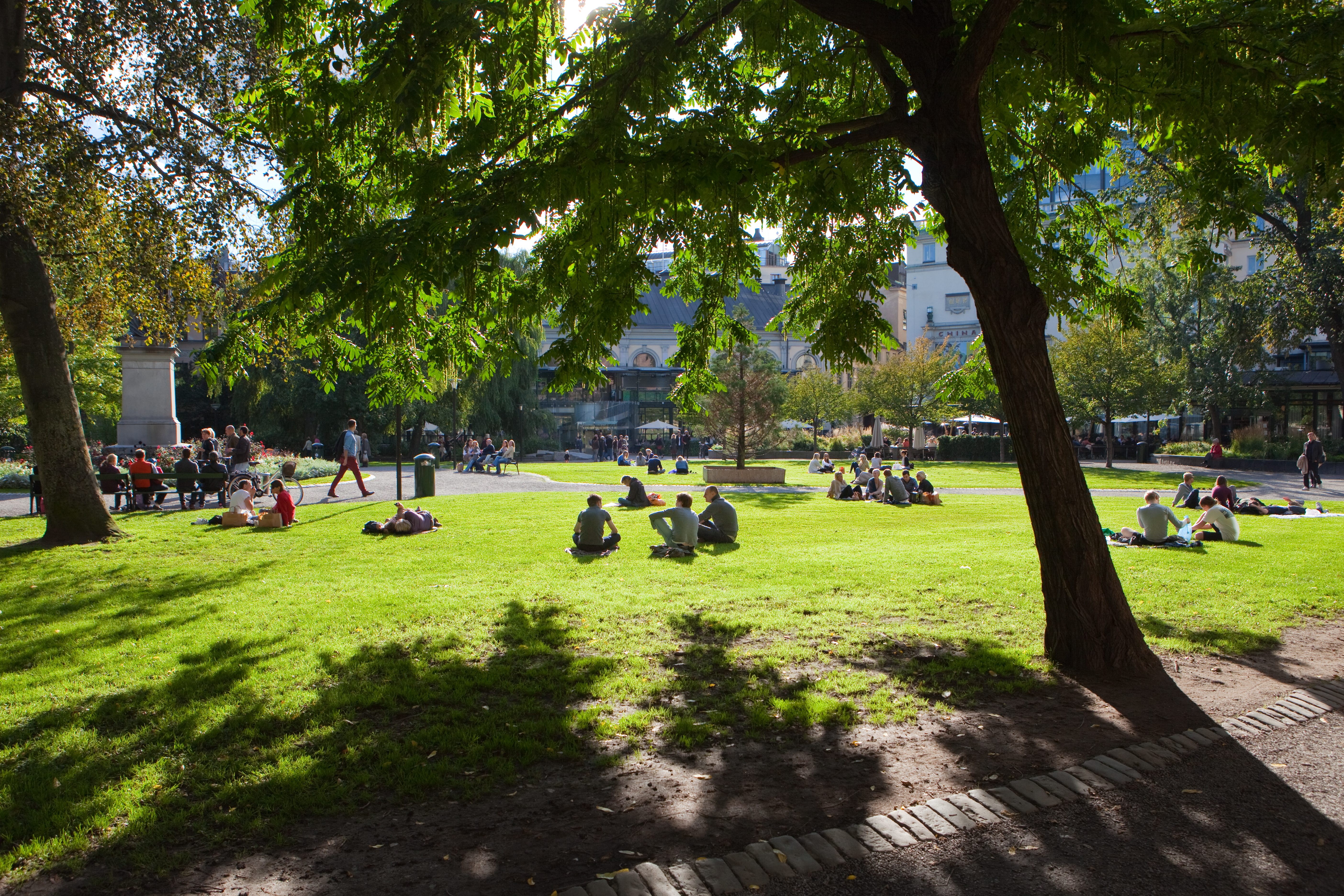
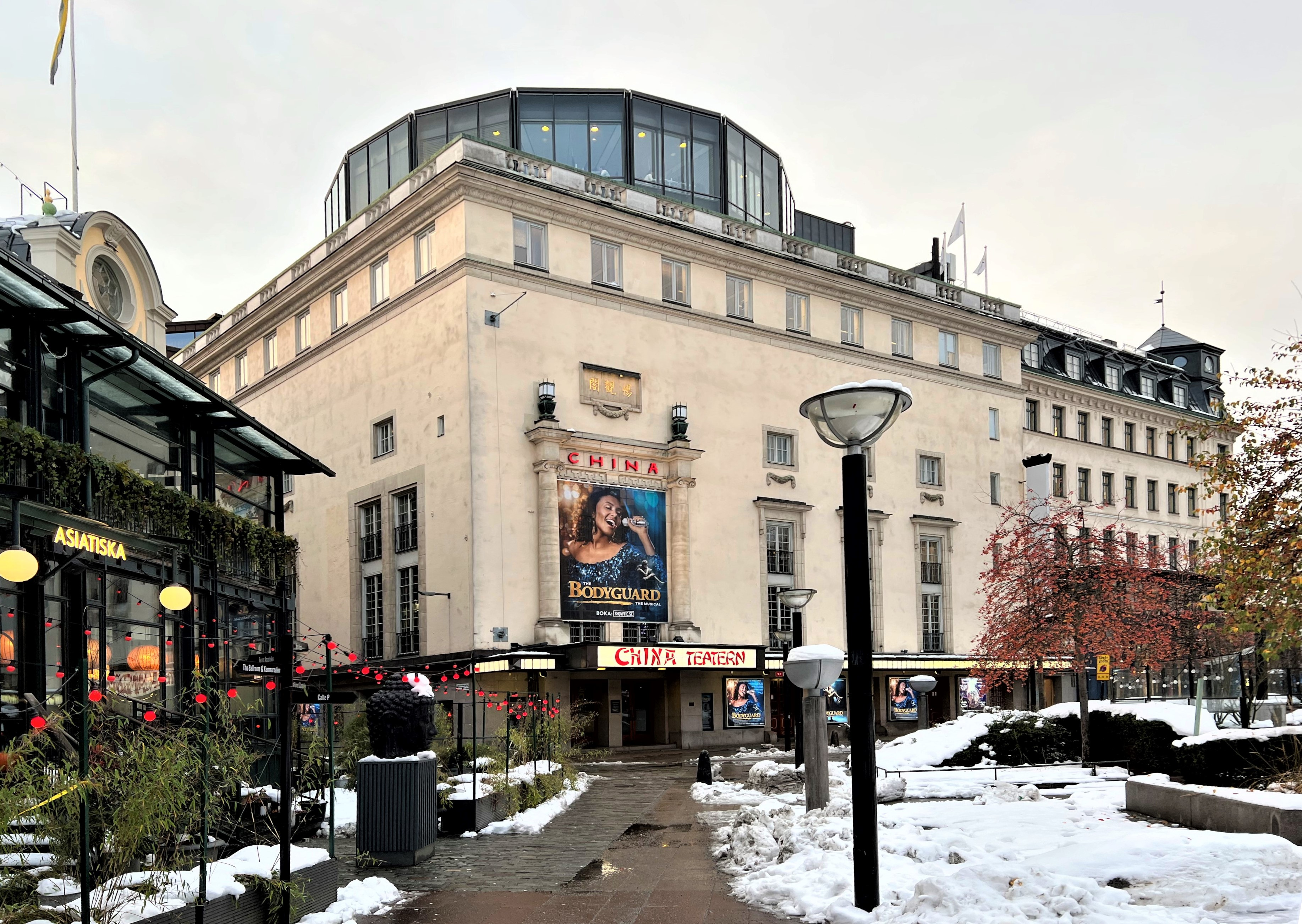
Chinateatern.

Statues du parc
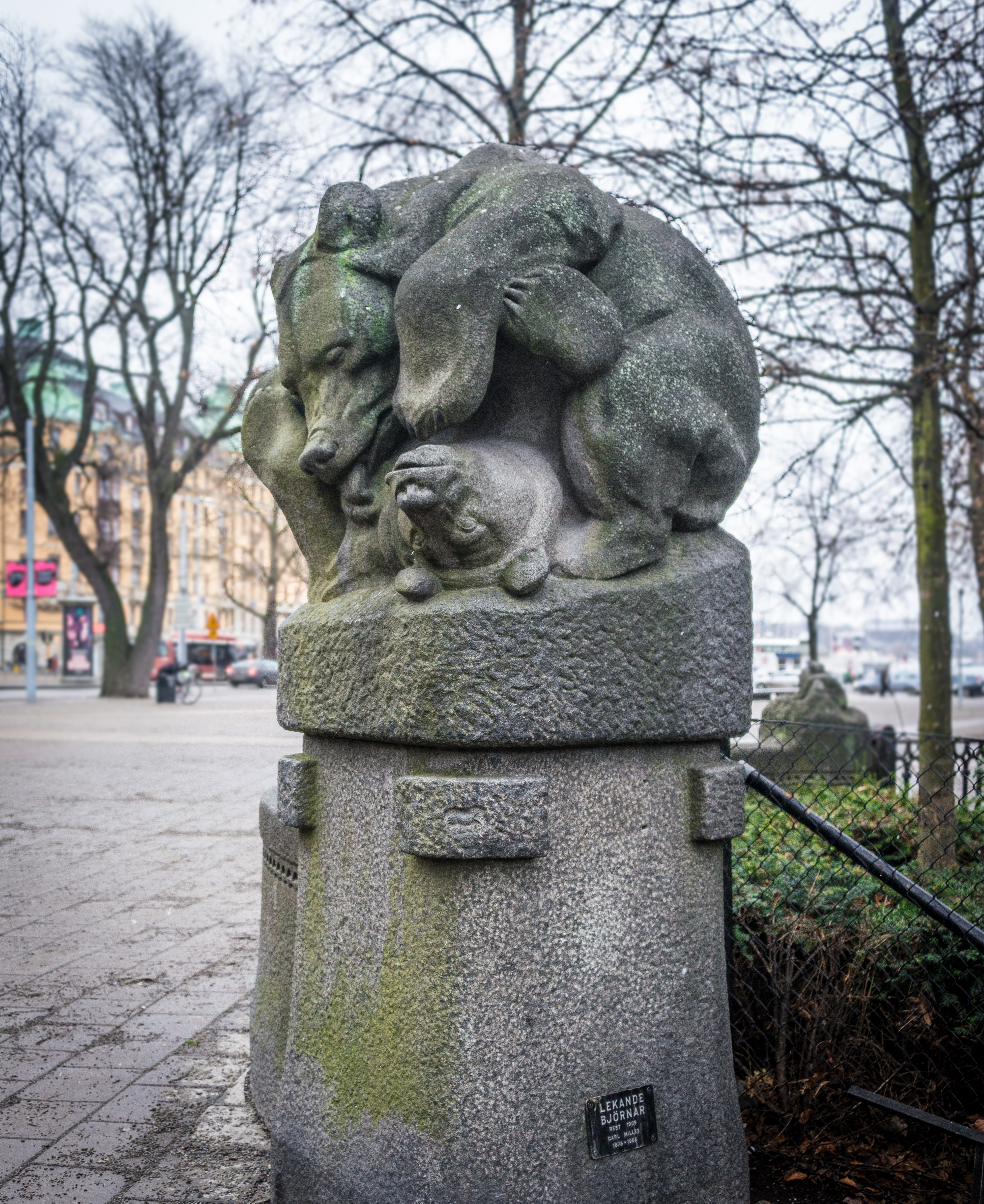
Ours jouant de Carl Milles.
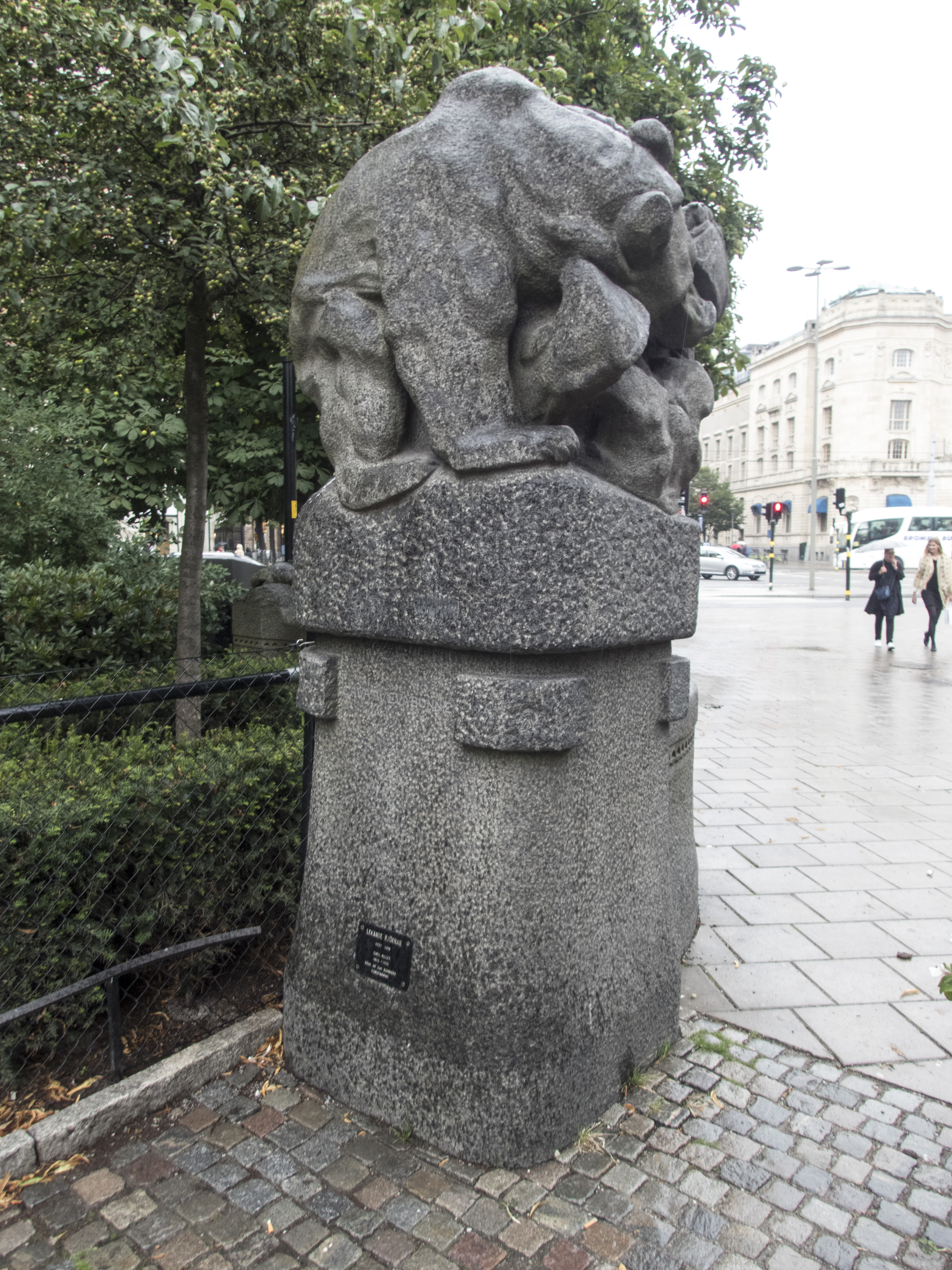
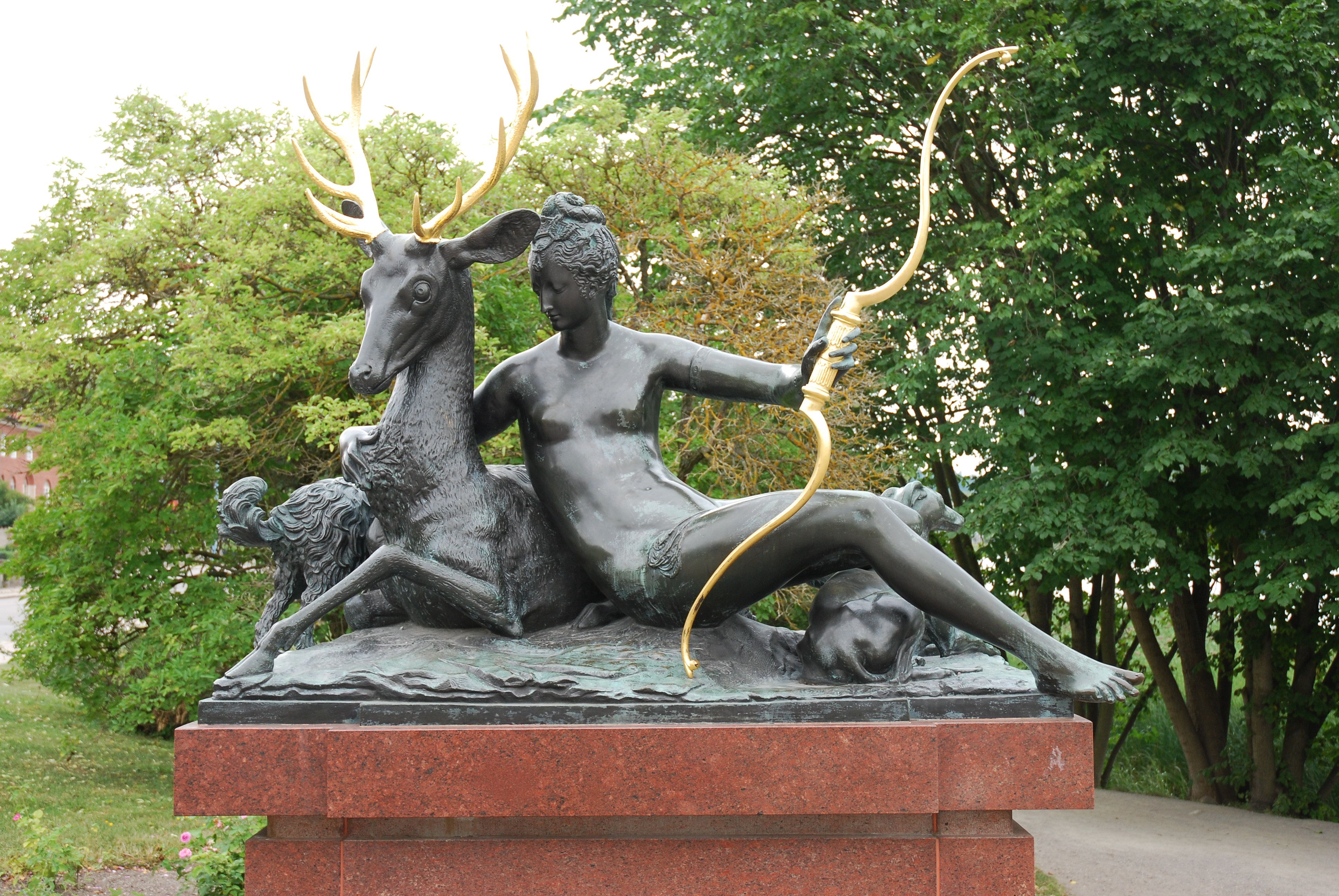
Réplique de Diane appuyée sur un cerf de Jean Goujon.
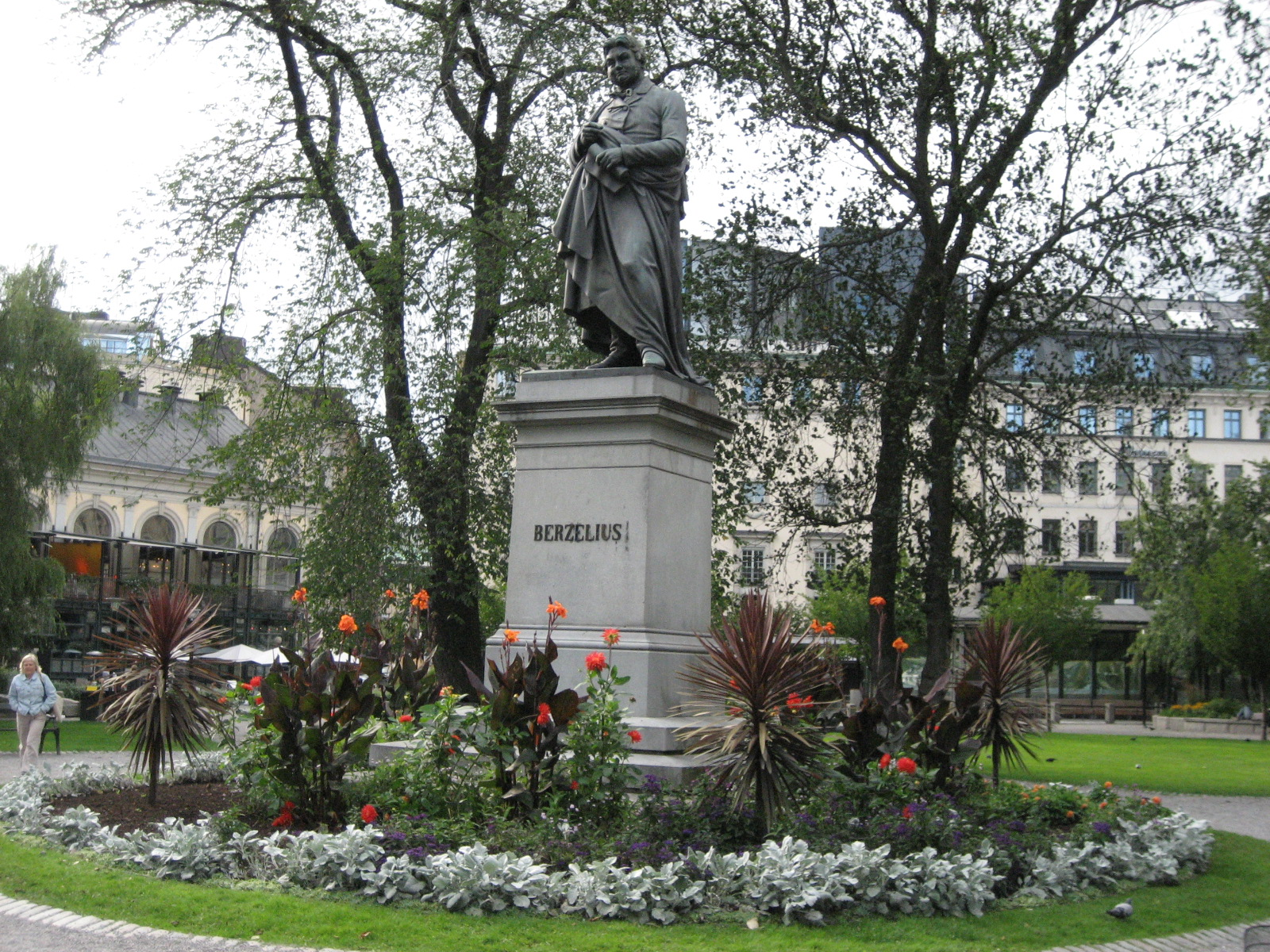
Statue de Jöns Jacob Berzelius.